# Nicola Francesco Haym
Nicola Francesco Haym (ur. 6 lipca 1678 – zm. 31 lipca 1729) – włoski muzyk, kompozytor, librecista i numizmatyk. 
Znany jest z librett pisanych bądź adaptowanych m.in. dla Giovanniego Battisty Bononciniego oraz Georga Friedricha Händla.
Był również autorem pierwszego angielskiego katalogu starożytnych monet greckich i rzymskich w zbiorach British Museum, ilustrowanego własnymi rysunkami numizmatów (Del tesoro britannico. Parte prima, 1719-1729).